# 东南郊湿地
凤港河湿地是一座正在建设的湿地公园，位于北京市通州区通州区马驹桥镇和于家务乡，北至漷马路、南至神驹村南侧、西至京沪高速、东至京津高速。

## 二期
二期项目总面积约14963.3亩，其中新增造林2662.7亩、改造提升12300.6亩。主要包括移植常绿乔木1.3万株、落叶乔木5.7万株、灌木176株，新植常绿乔木1.6万株、 落叶乔木6.7万株、 灌木51.4万株、 色带1.8万平方米、 水生植物13.6万平方米、地被248.7万平方米。将同步建设配套服务设施、灌溉及电气工程等。项目总投资20731万元。。